# Tanguingui
Tanguingui est une petite île inhabitée de la mer de Visayan aux Philippines. Bien qu’elle fasse partie de l’archipel des Islas de Gigantes (en), elle relève de la juridiction de la municipalité de Madridejos, province de Cebu. Il y a un phare sur l’île.

## Localisation et géographie
Tanguingui est une petite caye située dans les Islas de Gigantes, dans la mer de Visayan. Elle mesure 550 mètres de long et se trouve à 97 kilomètres à l’est de l’île de Panay, et presque directement au nord de l’île de Bantayan. Plate et sablonneuse avec une altitude d’environ 6,7 mètres, elle se trouve à 36,2 kilomètres à l’est-sud-est de Gigantes Sur, et à 18 kilomètres au nord de Buntay Point sue l’île de Bantayan.

## Phare
Selon les Faros Españoles de Ultramar, le phare de Tanguingui était l’un des 27 phares majeurs des Philippines pendant l’occupation espagnole des Philippines. En 1903, le gouvernement américain a construit un phare de 14 m de haut sur Tanguingui. Le phare actuel est une structure en acier noir de 34 m de haut.